# Ilja Uljanov

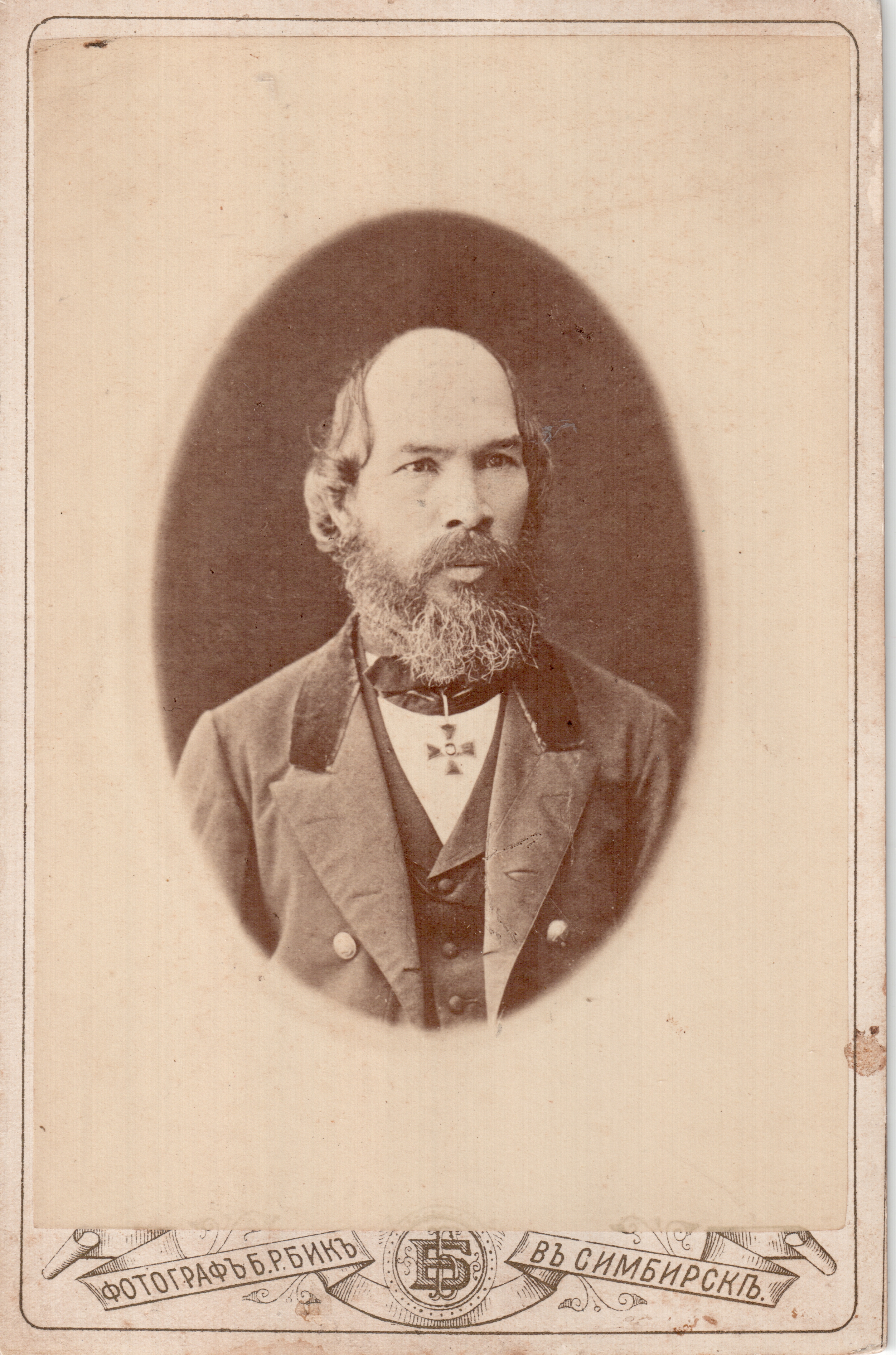
Ilja Nikolaevitj Uljanov.

Ilja Nikolaevitj Uljanov (ryska: Илья Николаевич Ульянов), född 31 juli 1831, död 24 januari 1886, var en rysk skolman, far till Vladimir Lenin.
Uljanov verkade som lärare i matematik och fysik vid olika läroverk och gjorde meteorologiska observationer som utmynnade i vetenskapliga verk.
1869 utnämndes han till inspektor för de allmänna skolorna i guvernementet Simbirsk och var mellan åren 1874 till 1886 deras direktor. 1882 utnämndes han till ordinarie statsråd, vilket innebar ärftligt adelskap och gav honom Sankt Vladimirs orden av 3. klass.
Politiskt var Uljanov liberal och arbetade för lika möjligheter till utbildning för alla medborgare, oavsett kön, etnicitet och social status. 1871 öppnade han den första tjuvasjiska skolan i Simbirsk som senare omvandlades till Tjuvasjiska lärarseminariet. Uljanov organiserade även skolorna för mordviner och tatarer. Förutom det deltog han i och arrangerade många andra pedagogiska kongresser och möten av det slaget.